# II. třída okresu Frýdek-Místek
II. třída okresu Frýdek-Místek (okresní přebor II. třídy) patří společně s ostatními druhými třídami mezi osmé nejvyšší fotbalové soutěže v Česku. Je řízena Okresním fotbalovým svazem Frýdek-Místek. Hraje se každý rok od léta do jara se zimní přestávkou. 
Účastní se ji 16 týmů z okresu Frýdek-Místek, každý s každým hraje jednou na domácím hřišti a jednou na hřišti soupeře. Celkem se tedy hraje 30 kol. Vítězem se stává tým s nejvyšším počtem bodů v tabulce a postupuje do I. B třídy Moravskoslezského kraje - skupiny C-D. Poslední tým sestupuje do III. třídy okresu Frýdek-Místek. Do II. třídy vždy postupuje vítěz III. třídy.

## Vítězové
| Ročník     | Vítězný tým                                               |
| ---------- | --------------------------------------------------------- |
| 1985/1986  | TJ Sokol Fryčovice                                        |
| 1991/1992  | TJ Sokol Sedliště                                         |
| 1992/1993  | TJ Sokol Hukvaldy                                         |
| 1993–1997  | ...                                                       |
| 1998/1999  | TJ Raškovice                                              |
| 1999/2000  | TJ Sokol Mosty u Jablunkova                               |
| 2000/2001  | TJ Frýdlant n.O. „B“                                      |
| 2001/2002  | SK Beskyd Čeladná                                         |
| 2002/2003  | TJ Sokol Nýdek                                            |
| 2003/2004  | TJ Vendryně                                               |
| 2004/2005  | TJ Sokol Hrádek                                           |
| 2005/2006  | TJ Oldřichovice                                           |
| 2006/2007  | TJ Sokol Hnojník                                          |
| 2007/2008  | TJ Janovice                                               |
| 2008/2009  | FK Staříč                                                 |
| 2009/2010  | Fotbal Frýdek-Místek „B“                                  |
| 2010/2011  | TJ Dobratice                                              |
| 2011/2012  | FC Kozlovice                                              |
| 2012/2013  | TJ Písek                                                  |
| 2013/2014  | SC Smilovice                                              |
| 2014/2015  | TJ Sokol Hukvaldy                                         |
| 2015/2016  | TJ Sokol Ostravice                                        |
| 2016/2017  | TJ Sokol Hukvaldy                                         |
| 2017/2018  | TJ Oldřichovice                                           |
| 2018/2019  | TJ Sokol Lískovec                                         |
| 2019/2020# | TJ Sokol Baška (OP Frýdek-Místek) TJ Nebory (OP Třinecko) |
| 2020/2021# | TJ Sokol Baška                                            |
| 2021/2022  | TJ Sokol Palkovice                                        |
| 2022/2023  | TJ Nebory                                                 |
| 2023/2024  | TJ Janovice                                               |
| 2024/2025  | TJ Sokol Hukvaldy                                         |
| 2025/2026  |                                                           |

Poznámky
- # - ročník nedohrán vinou pandemie CoVid-19, uvedené týmy v době přerušení soutěže vedly tabulku